# Busch Stadium
Das Busch Stadium (häufig auch New Busch Stadium oder Busch Stadium III genannt) ist ein Baseballstadion in St. Louis, Missouri, USA. Das am 4. April 2006 eröffnete Stadion ist die Spielstätte der St. Louis Cardinals aus der National League der Major League Baseball. Es ersetzte das Busch Memorial Stadium und steht zum Teil an derselben Stelle wie das alte Stadion.

## Geschichte
Das erste offizielle Spiel der Major League im Busch Stadium war der 6:4-Erfolg der Cardinals gegen die Milwaukee Brewers am 10. April 2006. Das Stadion ist bereits das dritte in St. Louis, das den Namen Busch Stadium trägt. Der Sportsman’s Park wurde 1953 in Busch Stadium umbenannt. Nachdem das „alte“ Busch Stadium 1966 geschlossen worden war, wurde eine neue Mehrzweckarena für die Cardinals und das NFL-Team Arizona Cardinals gebaut, welche den Namen Busch Memorial Stadium bekam. Benannt sind diese Stadien allesamt nach dem ehemaligen Teameigner der Cardinals August Busch.
Das Busch Stadium wurde von der MLB als Austragungsstätte des MLB All-Star Game 2009 ausgewählt.
Außerdem wird im Busch Stadium das NHL Winter Classic 2017 zwischen den St. Louis Blues und den Chicago Blackhawks stattfinden.

## Finanzierung
Die Teambesitzer der Cardinals begannen 1995 damit, einen neuen Ballpark in St. Louis in Aussicht zu stellen, doch das Team war finanziell nicht in der Lage dies zu realisieren. Im Juni 2001 unterschrieb der Bundesstaat Missouri einen Vertrag mit dem Team, der die Finanzierung für mehrere Jahre sicherstellte. Allerdings wurde der nachfolgende Finanzierungsplan abgelehnt.
In der Folge suchten die Teameigner einen Ausweichplatz in Madison, Illinois. Um die Cardinals nicht zu verlieren, entschied sich die Stadt St. Louis dann doch für einen Finanzierungsplan. Das Geld zum Bau kam aus privaten Wertanteilen, Krediten von Finanzinstituten, einem langfristigen Kredit des St. Louis County und aus dem Privatbesitz der Teameigner. So wurde das Benötigte Budget von 646 Millionen US-Dollar (je etwa zur Hälfte für das Stadion und zur Hälfte für das umliegende Baseball-Village) zusammengetragen.
In der Debüt-Saison war das Busch Stadium in jedem Heimspiel ausverkauft, was einer Gesamtzuschauerzahl von 3.407.104 entsprach und die zweitgrößte Kulisse der Teamgeschichte darstellte.

## Bau

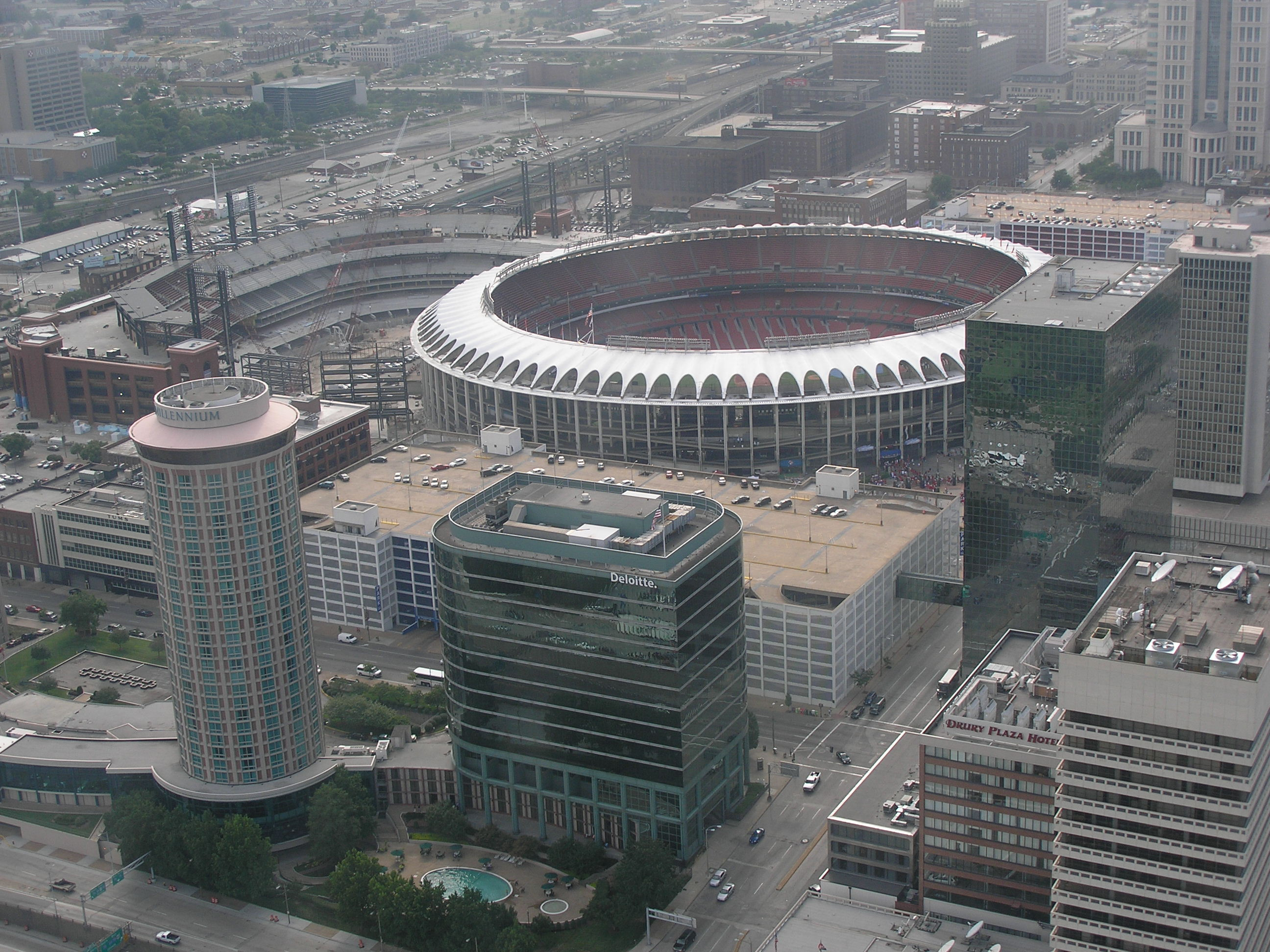
Das neue und alte Busch Stadium während des Baus

Das neue Busch Stadium wurde von HOK Sport + Venue + Event, einem auf Sportstätten spezialisierten Architektenbüro entworfen und kostete geschätzte 365 Millionen US-Dollar. Gebaut wurde es von dem Unternehmen Hunt Construction. Der Bau verlief in verschiedenen Phasen ab:
- Phase 1: Bau der Südseite des Stadions.
- Phase 2: Abriss des alten Stadions vom 7. November bis zum 8. Dezember 2005.
- Phase 3: Bau der Nordseite des neuen Stadions.

Bis zum Eröffnungstag waren 37.962 Sitzplätze und 2.751 Stehplätze fertiggestellt. Die Gesamtkapazität von 46.861 Plätzen wurde am 29. Mai 2006 zum Spiel gegen die Houston Astros erreicht.

## Stadiondetails

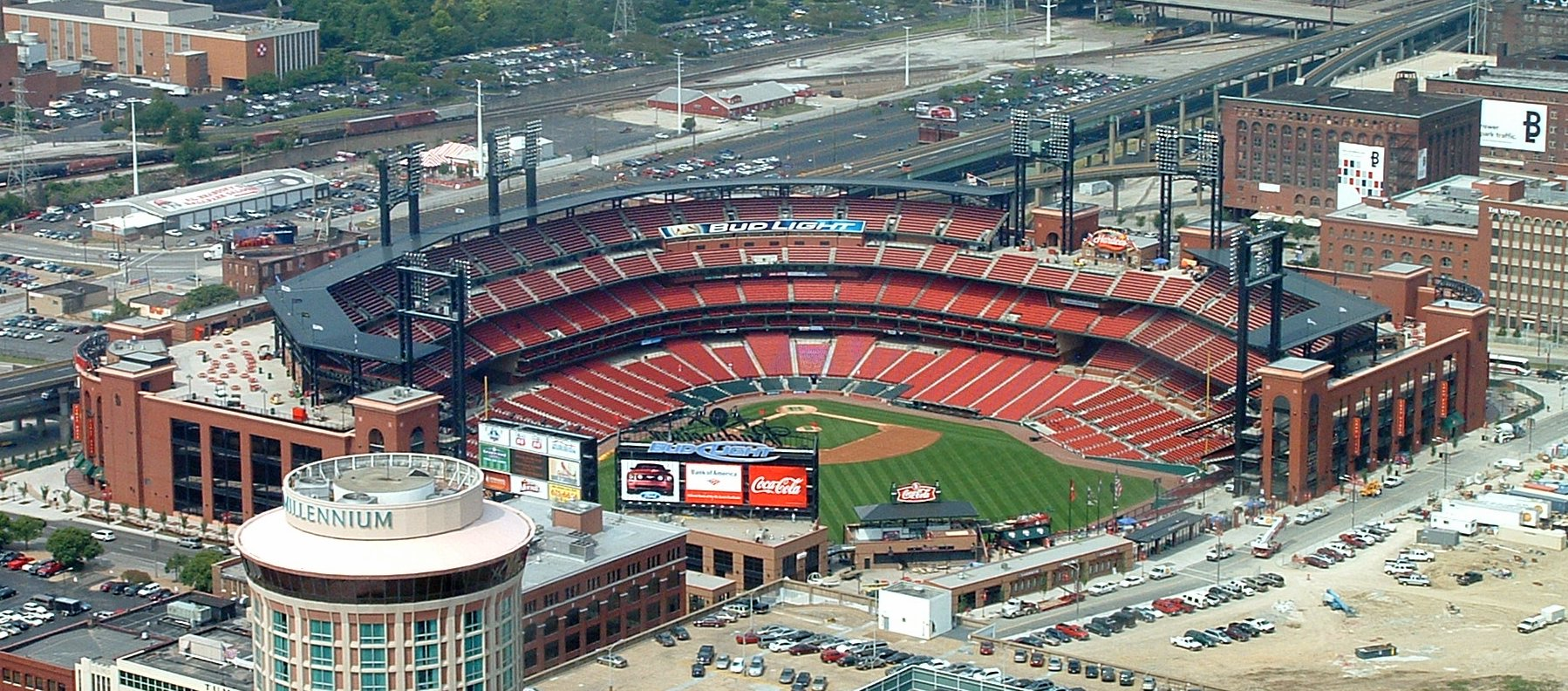
Busch Stadium von oben

Wie mehrere andere neue Baseball-Stadien, die etwa zur gleichen Zeit entstanden, ist das Stadion in einem relativ unprätentiösen Industrie-Retro-Look erbaut, der an den Aufstieg des Baseballs als typischer Arbeitersport im frühen 20. Jahrhundert gemahnt. Im Außenbereich dominiert daher Ziegelmauerwerk. Während das alte Stadion komplett geschlossen war, ist das neue Stadium hinter dem Outfield geöffnet und erlaubt einen Blick auf die Umgebung. Man sieht das Panorama von St. Louis, genauso wie die weltbekannte Gateway Arch.
Vor dem Eingang 3 an der Westseite steht eine Bronzestatue der Cardinals-Legende Stan Musial. Andere Statuen, die vormals rund um das alte Busch Memorial Stadium standen, sind jetzt vor dem Eingang 4 zu finden.
Das neue Stadion hat fast dieselben Dimensionen wie das alte. Alleinig das Foul-Territory ist etwas kleiner. Die Spielfelddimensionen sind nach wie vor „fair“, da die Symmetrie des Platzes weder Schlagmann oder Pitcher, noch Rechts- oder Linkshänder benachteiligt.
Vor der Spielzeit 2015 wurden an allen Eingängen des Stadions begehbare Metalldetektoren aufgestellt. Ab der Saison 2016 wird den Besuchern im Stadion ein kostenlos nutzbares W-LAN-Netzwerk zur Verfügung stehen. Im Zuge dessen wird eine neue Video-Anzeigetafel installiert.

## Playoff-Geschichte
Am 7. und 8. Oktober 2006 war das Busch Stadium erstmals Austragungsort von Playoff-Spielen. Es handelte sich um Spiel 3 und 4 der National League Division Series zwischen den Cardinals und den San Diego Padres. Spiel 3 ging mit 3:1 an die Padres, Spiel 4 gewannen die Cardinals, die damit die Serie für sich entscheiden konnten.
Am 24., 26. und 27. Oktober 2006 war das Busch Stadium Schauplatz der World Series 2006 gegen die Detroit Tigers. Die Cardinals konnten alle drei Heimspiele gewinnen und sicherten sich so ihren 10. Titel. Durch den Sieg der Cardinals in der World Series ist das Busch Stadium Teil einer sehr kurzen Liste von Stadien, in denen bereits im Eröffnungsjahr der Titelgewinn gelang. Das letzte Mal war dies 1923 im Yankee Stadium der Fall.